# CASA C-295
Ц-295 је двомоторни војни транспортни авион шпанске компаније EADS-CASA

## Опис
Ц-295 је наследник шпанско - индонежанског је путнички авион CASA CN-235 за превоз малог терета, који је доживео комерцијални успех. Нова летелица има 50% већу носивост и нове моторе PW127G. Први авион је полетео 28. новембра 1997. године, док је првобитни корисник било шпанско ваздухопловство. Ц-295 се производи у Ербасовом производном погону у Севиљи у близини аеродрома Сан Пабло.
Ц-295 има широк спектар транспортних улога које му се могу доделити:
- превоз војника - до 71 војник са пуном ратном опремом
- Превоз падобранаца - до 48 падобранаца са пуном опремом
- транспорт палета - пет палета димензија 108×88 или десет палета димензија 88×54 ;
- медицински транспорт - превоз до 24 рањеника;
- Медицински превоз (интензивна нега) до 12 пацијената
- транспорт авионских мотора (три ЕЈ200) или лаких војних возила (три возила типа Ланд Ровер);
- улога поморске патроле – 12-часовно извиђање поморске територије.

ЦАСА Ц-295 се користи у више од 25 земаља света и до сада је произведено око 170 авиона. Авион је првобитно био намењен шпанском ваздухопловству, али су га касније користиле многе друге ваздухопловне снаге у свету.
Након објављивања јавног тендера за увођење у службу новог транспортног авиона америчког ратног ваздухопловстваи америчке војске 13. јуна 2007. године EADS-CASA понудила свој авион. Међутим, Ц-295 је одбијен уз образложење да CASA-ин авион представља велики ризик за војску на дугим летовима и летовима на великим висинама. Такође, Ц-295 је представљен Краљевском ваздухопловству Канаде, које намерава да замени постојећи DHC-5 Buffalo.

## Корисници
- Алжир - 5
- Ангола - 3 наручена
- Бангладеш - 1
- Бразил - 13
- Буркина Фасо - 1
- Египат - 24
- Канада - 16
- Чиле - 3
- Колумбија - 6
- Чешка - 4 (+2 наручена)
- Еквадор - 3
- Екваторијална Гвинеја - 2 наручена
- Финска - 3
- Гана - 2 (+1 наручен)
- Индија - 56 наручено (46 ће бити произведено по лиценци)
- Индонезија - 8
- Ирска - 2 наручена
- Обала Слоноваче - 1 наручен
- Јордан - 4
- Казахстан - 8 (+1 наручен)
- Мали - 1
- Мексико - 14
- Оман - 4 (+2 наручена)
- Филипини - 4
- Пољска - 17
- Португалија - 12
- Саудијска Арабија - 4
- Србија - 2 наручена[4], први примерак ознаке 29501 је у Србију стигао 25. септембра 2023.[5]
- Шпанија - 13
- Тајланд - 2
- УАЕ - 5 наручено
- Узбекистан - 4
- Вијетнам - 3

## Удеси и катастрофа
- 23. јануара 2008. срушио се Ц-295 пољског ваздухопловства. Авион је летео из Варшаве пдо Мирославјеца. Авион се срушио у близини 12. ваздухопловне базе Мирославјец, при чему је погинуло свих 20 путника и чланова посаде.[6][7] Након тог инцидента, сви Ц-295 у служби пољског ваздухопловства су приземљени.[8] Пољски министар одбране Богдан Клих отпустио је петоро људи запослених у ваздухопловству након истраге. Повод за то били су резултати истраге који су показали низ вишеструких пропуста који су довели до трагедије 23. јануара 2008. године [9]
- Дана 31. октобра 2011. чешко ваздухопловство је по трећи пут приземљило своју флоту од четири транспортна авиона Ц-295М због квара опреме. Реч је о навигационом екрану који је престао да ради када је авион слетео, док је портпаролка Ратног ваздухопловства Мира Требичка дала званичну изјаву „ да је један од два мотора престао да ради “. Такође, авиони су приземљени током фебруара и маја исте године због грешака у систему авионике.[10]
- 9. новембра 2012. године Ц-295 алжирских ваздухопловних снага срушио се на југу Француске на повратку из Париза у Алжир . У несрећи је погинуло свих 6 путника и чланова посаде.[11][12][13]

## Карактеристике
Извор података: Airbus Military.com
- посада: 2
- капацитет: 7.050 kg (нормална тежина) или максимална тежина од 9,250 кг (преоптерећење) или 71 војник или 48 падобранаца
- дужина: 24,5 m
- површина крила: 59 m²
- висина: 8,6 m
- Највећа брзина: 576 km/h
- Економска брзина: 480 km/h
- dolet: 5.000 km  (празан)
4.300 km (до 4.550 kg терета)
1.333 km (максимално оптерећење теретом)
- Највећа висина лета: 7.620 m
- Дужина писте: 844 m
- motor: 2× Pratt & Whitney Canada PW127G turbofen мотор
- Подвесне тачке: 6 (по 3 испод сваког крила)

1. ↑  „C295”. airbus.com. 8. 7. 2021. Приступљено 3. 6. 2024.
2. ↑  Joint Cargo Aircraft selection release
3. ↑  „Raytheon Lost JCA Over Aircraft Performance Concerns”. Архивирано из оригинала 30. 10. 2017. г. Приступљено 25. 12. 2021.
4. ↑  „Serbia signs LOI with Spain on C295 transport aircraft”. Janes.com (на језику: енглески). Приступљено 2021-11-29.
5. ↑  Војиновић, Петар (25. септембар 2023). „Iznad Beograda preleteo prvi transportni avion C-295W za srpsko ratno vazduhoplovstvo”. Tango six.
6. ↑  Polish army plane in fatal crash
7. ↑  Katastrofa samolotu wojskowego na Pomorzu Zachodnim
8. ↑  Poland grounds C-295 transports after 20 killed in crash
9. ↑  Polish air force dismisses five personnel following C-295 crash report
10. ↑  „Czech Planes Grounded for 3rd Time This Year”. Архивирано из оригинала 29. 7. 2012. г. Приступљено 27. 12. 2012.
11. ↑  „Alžirski vojni zrakoplov se srušio na jugu Francuske i zapalio: Četvero vojnika je poginulo, za dvojicom se još uvijek traga”. Архивирано из оригинала 12. 11. 2012. г. Приступљено 29. 11. 2021.
12. ↑  Alžirski vojni avion srušio se u Francuskoj, našli četiri tijela
13. ↑  Srušio se alžirski vojni avion sa 6 osoba na jugu Francuske